# Triptyque de la Vengeance
 (décembre 2023).
Le Triptyque de la Vengeance est un triptyque, œuvre du peintre vénitien Francesco Hayez, datant du milieu du XIXe siècle, et ayant pour thème celui de la vengeance sur l'amour.
L'œuvre est centrée autour de Maria et sa revanche sur l'amant qui l'a trahie. Dans la première toile, Maria se voit conseiller par son amie Rachelle d'utiliser l'instrument de la dénonciation politique pour se venger de l'amant qui l'a trahie. Dans le second, convaincue par Rachelle, Maria poste la lettre dénonçant son amant. Enfin, dans le troisième, Maria regrette son acte et tente d'empêcher le dépôt de la plainte anonyme.

## Contexte historique
De nombreux événements tragiques sont à la base du triptyque et ont contribué à sa création. Par exemple, les nombreuses déceptions politiques, la défaite subit lors de la  bataille de Novare et le désengagement qui en résulte font de Hayez l'interprète du « mythe » de Venise, ville qui accueille à l'époque les réfugiés venus d'Italie. Cette dernière est célèbre pour sa vie paisible et pour son Carnaval, mais, contrôlée par l'inquisition d'État, réserve nombre de mystères, d'intrigues secrètes et de trahisons.
L'Italie du milieu du XIXe siècle, opprimée par les Autrichiens, céda au désespoir, et la suspicion et la dénonciation favorisèrent la propagation des soupçons, des peurs et des craintes. C'est dans ce contexte qu'est né dans l'esprit de Hayez le thème de la vengeance sur l'amour.

## Composition
Le triptyque se compose de trois tableaux : Conseil pour la vengeance, Accusation secrète et La Vengeance d'une rivale (ou La Vénitienne).
Les peintures sont inspirées de deux œuvres d'Andrea Maffei : La Vénitienne et La Vengeance.
L'emplacement des deux premiers tableaux est connu. L'emplacement du troisième, cependant, est inconnu. Il est possible de voir une reproduction qui est exposée au musée de la villa Carlotta.

### Conseil pour la vengeance
Le tableau Conseil pour la vengeance (1851, huile sur toile, 237 × 178 cm, Vienne, Musée Liechtenstein) est le premier tableau du Triptyque de la Vengeance. Il met en lumière la crise des idéaux civils des deux premières décennies du Risorgimento et de la peinture historico-didactique.

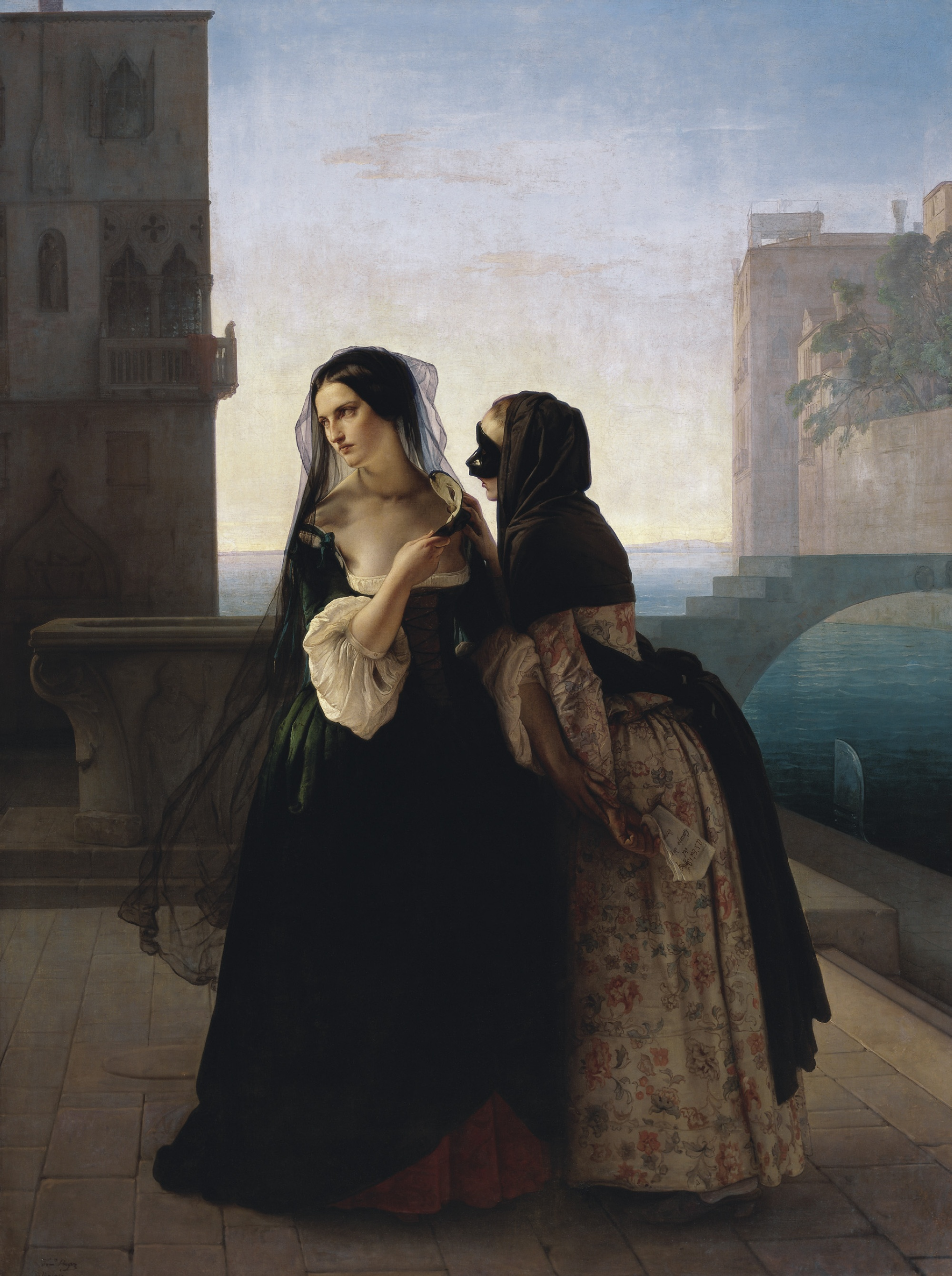
Francesco Hayez, Conseil pour la vengeance (1851),.

Le tableau, destiné au propriétaire foncier Enrico Taccioli, a été présenté à l'exposition de  Brera en 1851. Ce tableau marque un tournant décisif dans la peinture de Hayez : alors qu'entre les années 1820 et 1840, Hayez représentait exclusivement des épisodes réels, il abandonne ici toute référence à des personnages réels et à des faits historiquement vérifiables.
Carlo Tenca écrit à propos de ce tableau :

« Personne mieux que Hayez ne peut peindre Venise dans la pâle lumière du matin, avec son ciel rougeâtre, avec ses eaux céruléennes, avec ses édifices pleins d'harmonie et de mystère. C'est un beau fond du tableau, et qui en apparence de repos et de silence met en avant le drame qui se déroule au front. »

#### Description
La toile recrée le moment où Rachelle tente de convaincre l'héroïne Maria. La silhouette de Rachelle est toute penchée en avant sur le corps de son amie qui semble impatiente et peu encline à écouter les paroles de Rachelle. La main de Maria se tend vers la lettre contenant la plainte : le spectateur ne sait pas si le geste de l'héroïne vise à saisir la lettre ou à la rejeter. Ce geste ambigu est une synthèse de l'état d'esprit de Maria, constamment indécise entre dénoncer son amant, et ainsi céder à la vengeance, et au pardon.
Le visage de Maria, encadré d'un long voile noir flottant, est marqué par des cernes qui suggèrent une nuit blanche et un regard intense, suggérant la profondeur de ses sentiments contradictoires. Maria tient dans sa main le masque qu'elle vient d'enlever. Rachelle, au contraire, est rendue plus inquiétante par le masque noir qu'elle porte.
Le fond représente un environnement typiquement vénitien : le ciel aux couleurs pastel, légèrement voilé par des nuages roses, l'eau d'un canal et l'aperçu d'un bâtiment mettent en lumière la douleur de la protagoniste Maria. L'efficacité dramatique avec laquelle la scène est représentée est particulièrement visible dans le contraste entre les deux personnages féminins. Hayez souligne l'indécision de Maria quant à sa vengeance et l'immortalise lorsque Maria est sur le point de saisir la lettre de dénonciation préparée par Rachelle.
La maîtrise avec laquelle Hayez a réussi à reproduire les différentes caractéristiques des vêtements est évidente : des thèmes floraux des tissus de la robe de Rachelle, à l'éclat de la soie ou à la transparence du voile, tous deux facilement visibles dans les vêtements de Maria.

### Accusation secrète
L'Accusation secrète (1847-1848, huile sur toile, 153 × 120 cm, Musées civiques de Pavie) est le deuxième tableau du Triptyque de la Vengeance.

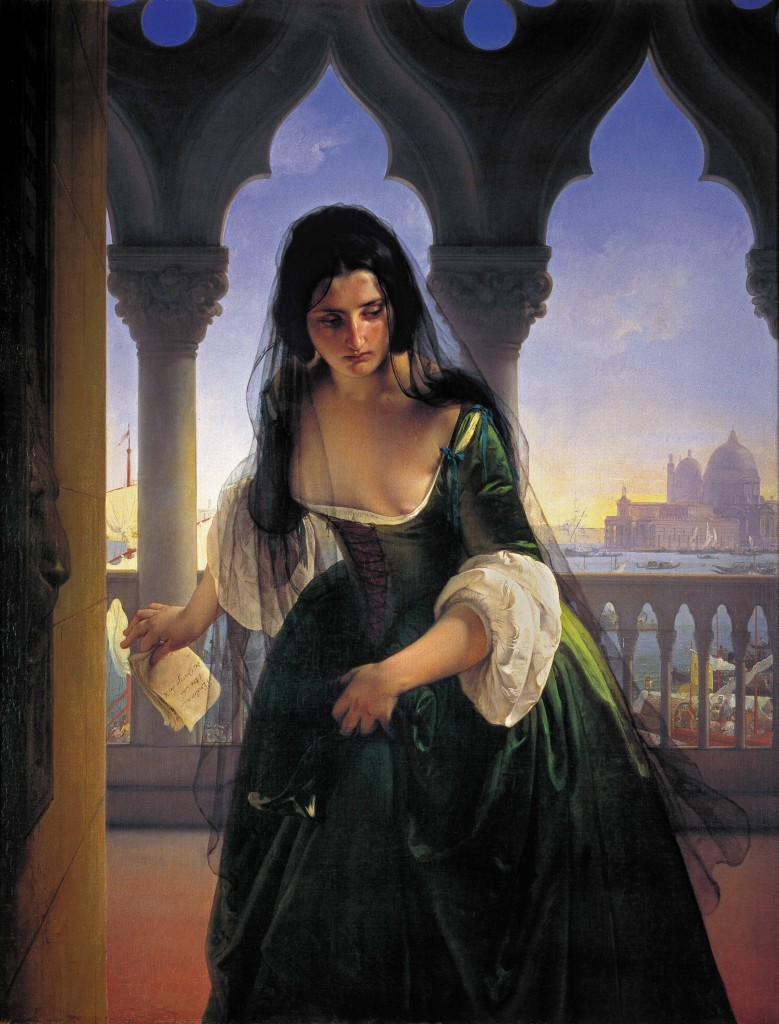
Francesco Hayez,Accusation secrète (1847-1848), huile sur toile,.

La datation certaine est due à l'Album consacré aux expositions de  Brera de 1850, gravé par Giuseppe Barni et illustré par Luigi Toccagni, qui se souvenaient avoir eu l'occasion d'admirer "cette malheureuse beauté" quelques années plus tôt dans l'atelier de Hayez à Milan.
L'œuvre est également d'une grande valeur pour l'incursion de Hayez dans un territoire artistique différent de son territoire habituel, non plus historique mais d'intrigue amoureuse.
Dans ce tableau, la vengeance est sur le point d'avoir lieu : Maria est sur le point de descendre la lettre dans la gueule du lion de marbre (utilisée pour recueillir les plaintes anonymes). Sur la feuille de papier que Maria tient dans sa main droite, on peut lire le titre A S. Eccellenza / I tre bai / del Consiglio dei X.
Bien qu'il constitue le deuxième épisode du triptyque, Accusation secrète a été peint avant Conseil pour la vengeance.

#### Description
La basilique Santa Maria della Salute de Venise représentée à droite et la lagune avec ses gondoles montrent que le lieu de l'événement raconté dans ce tableau est Venise.
Le temps semble s'être arrêté. L'environnement et la lumière sont assombris, l'air est raréfié par le brouillard qui enveloppe le profil architectural de la basilique, visible derrière Maria. La maîtrise de Hayez réside également dans sa capacité à contextualiser l'histoire avec peu de détails mais des détails significatifs.
Le sujet du tableau est une figure de femme, Maria la même protagoniste que l'épisode précédent, une dame du monde vénitien raffiné. Son corps semble immobile, comme pétrifié, il se penche en avant, comme pour indiquer une dernière et faible hésitation. Son visage est marqué par une douleur atroce dans laquelle apparait des signes de larmes, malgré cela, son visage possède toujours une beauté rayonnante, et est illuminé par le vert émeraude de sa robe qui, grâce à un jeu d'ombres et de lumières, prend des tons sombres et irisés.
Dans Accusation secrète, plusieurs éléments peuvent être mis en avant :
- la découpe scénographique du décor entre architecture et paysage
- le gros plan (d'une grande suggestion dramatique) du visage féminin, tourmenté
- le rendu de la robe émeraude et du voile noir transparent ;
- l'utilisation savante de la lumière et du contre-jour, qui met en valeur les contours de la silhouette sur le fond ombragé des arches du Palais des Doges et d'une Venise ensoleillée

La sensualité de Maria trouve sa toile de fond dans une Venise étouffée par la chaleur estivale où l'ombre architecturale du Palais des Doges semble former un piège dangereux. Le rapport entre les différents tissus de la robe et le voile noir tendu sur la silhouette de la femme en contre-jour mettent en valeur le visage et la poitrine de Marie.
Accusation secrète constitue une représentation énigmatique et très sensuelle de la femme, mais aussi une puissante allégorie de Venise. Ville de l'intrigue et de la séduction, des masques et des aventures, du conflit entre raison de cœur et raison d'État, selon une opinion largement répandue dans le domaine littéraire international dans la première moitié du XIXe siècle.

### La Vengeance d'une rivale
La Vengeance d'une rivale (ou La Vénitienne, 1853, huile sur toile, 234 × 175 cm, lieu inconnu) est le troisième tableau du Triptyque de la Vengeance.

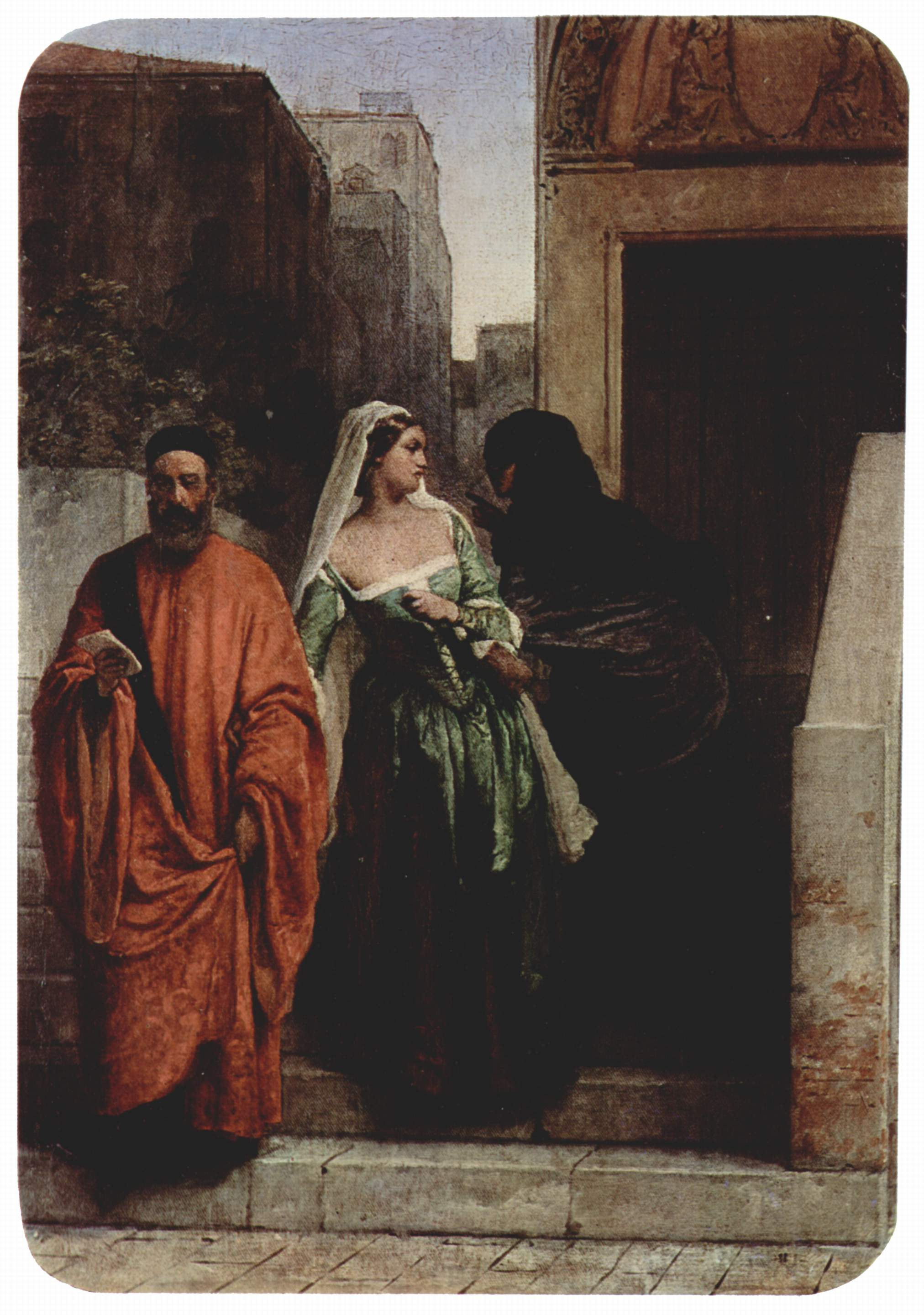
Francesco Hayez, La Vengeance d'une rivale, (1853),.

L'œuvre exposée au musée de la villa Carlotta n'est pas l'originale : il s'agit d'une réplique tardive de dimensions plus petites, probablement peinte après le succès obtenu à l'exposition de  Brera en 1853 par l'œuvre originale, réalisée par le noble Alessandro Negroni Prati Morosini.
Une reproduction de cette œuvre apparaît sous la forme d'un bas-relief en bronze qui orne la base du monument à Hayez de Francesco Barzaghi, érigé en 1890 sur la place Brera.

#### Description
La lumière est étouffée. L'ombre de Rachelle est sinistre et oppressante. Rachelle, le doigt levé, réprimande Maria, qui tente de se libérer de l'emprise de son amie pour tenter de renoncer à la plainte, désormais entre les mains de l'homme vêtu de rouge.
Par rapport aux peintures classiques de Hayez, le dessin est moins incisif. Par rapport au projet du tableau original, l'entrée de Ca'Bernardo à San Polo apparaît plus abrégée : la porte, de forme différente, apparaît grande et ajoute du drame. Les deux chérubins tenant les armoiries ont été remplacés par deux anges agenouillés.

## Le thème du masque
Avec le Triptyque de la Vengeance Hayez oriente sa peinture vers des aspects plus romantiques et sentimentaux. Le thème du masque, habituellement lié au jeu et aux farces innocentes, acquiert une connotation bien différente chez Hayez : c'est en fait Rachelle, l'instigatrice de la vengeance, qui en porte un. Le masque protège Rachelle des regards indiscrets de ceux qui voudraient révéler son identité. Peut-être est-ce précisément grâce à son masque que Rachelle parvient à faire preuve de tant de confiance en elle et de persévérance, qualités que Maria, sans son masque, ne pourrait pas avoir.